# A.O.T. 2
A.O.T. 2, international auch vermarktet als Attack on Titan 2 (jap.: 進撃の巨人 2 Shingeki no Kyojin 2), ist ein Actionspiel des japanischen Entwicklers Omega Force, basierend auf dem Manga und der Animeserie Attack on Titan. Es ist der Nachfolger zu A.O.T.: Wings of Freedom. Publisher Koei Tecmo veröffentlichte das Spiel 2018 für die Spielkonsolen PlayStation 4, PlayStation Vita, Nintendo Switch, Xbox One sowie für Windows-PCs. 2019 folgte eine Erweiterung und eine um selbige ergänzte Verkaufsfassung mit dem Titel A.O.T. 2: Final Battle.

## Handlung
Die Kampagne des Basisspiels deckt inhaltlich die Ereignisse der ersten beiden Anime-Staffeln bzw. der Manga-Kapitel 1 bis 50 ab. Mit der Erweiterung Final Battle kamen die Ereignisse der dritten Staffel bzw. der Manga-Kapitel 51 bis 90 hinzu. Wie auch im ersten Titel erlebt der Spieler verschiedene Schlüsselszenen der Reihe nach, das Finale des Spiels weicht allerdings von Manga und Serie ab. 
Im Unterschied zum Vorgänger kann sich der Spieler in A.O.T. 2 für die Kapitel 1 bis 50 einen eigenen Spielercharakter erstellen, der zusammen mit Serienprotagonist Eren Jäger als neuer Rekrut bei der 104. Trainingseinheit anheuert, um künftig als Mitglied des militärischen Aufklärungstrupps zwischen den Mauern die Titanen zu bekämpfen. Die Erweiterung Final Battle folgt allerdings wieder den Hauptcharakteren der Serie und übernimmt den selbst erschaffenen Charakter des Hauptspiels nicht.
Neben der Einzelspielerkampagne gibt es kooperative und kompetitive Mehrspieler-Modi.

## Entwicklung
Im August 2017 kündigte Koei Tecmo an, einen Nachfolger zu veröffentlichen zu wollen. In Japan wurde es für die PlayStation 4, PlayStation Vita, Nintendo Switch und Windows veröffentlicht. Für den westlichen Markt wurde die Vita-Fassung ausgespart, dafür wurde das Spiel für Xbox One entwickelt.
Nach Veröffentlichung des Hauptspiels fügte Omega Force per Update im März und April 2018 kostenfrei zwei weitere Spielmodi, den Predator- und den Explusion-Modus, hinzu. Im März 2019 kündigte Koei Tecmo schließlich die Erweiterung Final Battle an. August 2019 wurde eine Veröffentlichung für den Streaming-Service Google Stadia angekündigt.

## Rezeption
Das Spiel erhielt gemischte Bewertungen.

„A.o.T. 2 zeigt sich in vielerlei Hinsicht gegenüber dem Vorgänger verbessert und glänzt vor allem in den dynamischen sowie brachialen Kämpfen. Dennoch ist es eher ein optimiertes Update als eine echte erzählerische Fortsetzung.“

„Fans des Franchises und von japanischer Popkultur können hier die Geschichte nachspielen und mit den bekannten Figuren interagieren. Wer damit weniger anfangen kann, wird sich für das Action-Adventure kaum begeistern können. Die Steuerung ist recht umfangreich und erfordert Übung. Auch die Hintergrundgeschichte ist relativ komplex und ohne Vorwissen teilweise schwer nachzuvollziehen. Zudem richtet sich der Titel deutlich an ältere Spieler_innen, da, ebenso wie im Anime oder im Manga, die brutalen Szenen teilweise sehr explizit dargestellt sind.“

„Attack on Titan 2 has a lot of great things going for it: Exciting aerial battles that are true to the anime and manga, several quality-of-life improvements over the original game, and both competitive and cooperative online game modes. But the fact that it recycles so much of the 2016 game’s material means that in order to get to the new season 2 content you must first wade through a rehashed story mode with its dull sidequests and tedious dialogue choices.“

„Attack on Titan 2 hat eine Menge großartiger Dinge zu bieten: Spannende Luftkämpfe, die dem Anime und Manga treu bleiben, mehrere Quality-of-Life-Verbesserungen gegenüber dem Originalspiel und sowohl kompetitive als auch kooperative Online-Spielmodi. Aber die Tatsache, dass so viel Material aus dem Spiel von 2016 wiederverwendet wird, bedeutet, dass man sich zunächst durch einen wiederaufbereiteten Story-Modus mit langweiligen Nebenquests und langweiligen Dialogen kämpfen muss, um zu den neuen Inhalten von Staffel 2 zu gelangen.“

In der ersten Verkaufswoche in Japan erreichten beide PlayStation-Versionen sowie die Switch-Version die Verkaufscharts. Die PS4-Fassung stieg auf dem dritten Platz mit 28.480 verkauften Kopie ein, gefolgt von der Switch-Fassung auf Platz 4 (22.941 Kopien) und der PSVita-Fassung auf Platz 8 (15.621 Kopien). Das entspricht einer Gesamtzahl von 67.042 verkauften Exemplaren. Kritik erntete Publisher Koei Tecmo für die Preisgestaltung bei Veröffentlichung von Final Battle, da Besitzer des Basisspiels den Preis von 50 Euro für die Erweiterung gegenüber einer Gesamtfassung des Spiels für 70 Euro für zu hoch hielten.